# Joan Gomila Riudavets
Joan Gomila Riudavets, (Maó, Menorca, 1871 – 1971) fou un empresari menorquí, fundador de la primera fàbrica moderna de moneders de plata i or de Menorca, que va exportar a tot el món.

## Biografia
Va néixer el 23 d'agost de 1871 a Maó, fill de Bartomeu Gomila Olives, fuster. Els seus estudis van ser elementals. Amb nou anys entrà com aprenent a un taller de plateria, on es convertiria en un hàbil gravador. El 1895 s'independitza i instal·la el primer taller. El 1896 va muntar amb altres dos platers, Joan Tudurí Lliñá i Llorenç Cloquells, una societat per a la fabricació de bosses de plata; sis anys després la jubilació d'aquests el va deixar com a amo de la casa.
El 1904 va instal·lar construir el seu taller en un solar contigu a la gran casa d'estil colonial que havia adquirit a Maó i començà a exportar a l'estranger. En aquest moment comptava amb 27 empleats, a més d'un nombre indeterminat de dones que confeccionaven la malla en règim de treball domiciliari. En poc temps va passar de muntar i vendre la malla de plata, com era habitual, a realitzar a la seva fàbrica, abans del 1913, totes les operacions, des de la fosa del metall (laminat, trefilatge), l'elaboració de les tancadures, l'estampat i gravat fins a l'empaquetat de les bosses acabades.
La seva estratègia empresarial es fonamentava en tres elements: una producció de qualitat (era el que més or treballava), una diferenciació basada en el disseny, del qual se n'encarregava personalment, i la creació d'una xarxa comercial pròpia. Va introduir a la seva fàbrica maquinària i millores tècniques, excepte les màquines automàtiques de malla, perquè la realitzada a mà sempre fou de millor qualitat. La indústria va prendre una gran volada a inicis del segle XX quan les bosses de plata, en els seus orígens eren un article bàsicament masculí, van ser desplaçades per les bosses de senyora, amb gran varietat de formes i models en constant renovació segons la moda.
Destacà per la creació d'un canal de distribució propi. Un cop establert a Espanya, especialment a Madrid i Barcelona, es va dirigir al mercat francès, on va fundar una sucursal amb dipòsit permanent. Posteriorment va anar a Londres (on també establiria una sucursal), Bèlgica i el 1904 ja venia a Egipte. Durant els anys següents i fins l'inici de la Guerra Mundial s'introduí a la resta de les capitals europees, fins a Rússia i Grècia); també es va expandir a Sud-amèrica la resta del món (Índia, Xina, Melbourne,..). Per crear imatge de marca, feia inversions publicitàries a revistes com Dun International Review.
A partir del 1904, les dificultats per abastir-se amb la malla de plata, van aconsellar ensinistrar personal femení a Mallorca, la qual va arribar a ser molt important: el 1919 constituïen el 44% del total. El 1913 treballaven al taller 42 operaris i 900 dones elaboraven a les seves cases la malla. El 1917 va finalitzar una nova fàbrica, un edifici de tres naus que ocupava 575 m². Gomila introduí avançats sistemes organitzatius que havia conegut als seus viatges a l'estranger i foren imitats aviat per altres empresaris platers. Fou el primer taller en implantar la producció en gran escala: el 1918 hi treballaven 71 operaris.
Els anys de major producció foren els immediatament anteriors a la I Guerra Mundial quan elaborava 53 kg setmanals de moneders (uns 2.756 kg anuals). Durant la guerra els millors anys foren el 1916 i 1919, amb 1.800 kg. Els països en guerra van restringir les importacions de productes de luxe i els Estats Units van imposar uns elevats drets aranzelaris. A la fi de la guerra, la inflació va provocar la substitució de la moneda de plata i or pels bitllets i el canvi de les bosses de malla per les carteres de pell. Els anys 1918-1920 el negoci se sostenia gràcies a les vendes a Sud-amèrica, l'Índia i Austràlia. El segon semestre de 1920 la demanda va caure de forma dràstica, el 1921 els preus de venda es van esfondrar i l'empresa entrà en pèrdues. Malgrat l'intent de posar en marxa produccions alternatives, l'any 1923 va tancar. Va morir el 23 de juny de 1971 a Maó.

## Activitat política i institucional
El 1906 participà en la creació de la Cambra Oficial de Comerç, Indústria i Navegació de Menorca i fou vocal de la primera Junta. El 1956 en fou nomenat President Honorari.

## Premis i reconeixements
- Medalla d'or en l'Exposició de Marsella de 1908
- Diploma de mèrit en el Concurs de la Cambra de Comerç de Barcelona de 1909
- Medalla d'or a l'Exposició Internacional d'Indústries de Brussel·les de 1909
- Gran Diploma d'Honor en l'Exposició Internacional d'Art de Buenos Aires de 1912.
- El 1968 l'Ajuntament li va concedir la Medalla de Plata de la Ciutat de Maó.